# Прогресивна мускулна дистрофия
Прогресивната мускулна дистрофия е заболяване на детската и юношеската възраст, често е наследствено.
Заболяването започва с намаляване на мускулите по обем и сила. Постепенно болните се приковават на легло. Заболяването е прогресиращо, продължава с години, а смъртта настъпва най-често от дихателна недостатъчност.

## Лечение
Ефективно лечение на болестта няма. Прилагат се витамини, аминокиселини, анаболни и протеинови препарати.